# Политика на умиротворяване
Политика на умиротворяване или политика на отстъпки е дипломатическа политика на политически, материални или териториални отстъпки с цел избягване на конфликт с агресивна сила.  Терминът най-често се прилага към външната политика на няколко поредни правителства на Обединеното кралство (на Рамзи Макдоналд (на длъжност: 1929 – 1935), Стенли Болдуин (1935 – 1937) и най-вече Невил Чембърлейн (1937 –1940)) по отношение на нацистка Германия и фашисткото кралство Италия между 1935 и 1939 г. Под британски натиск, подобна насока има и френската външна политика от периода. 
В началото на 30-те години на XX век отстъпките в дипломацията са широко възприемани като желателни по ред причини: поради антивоенните настроения, породени от травмите от Първата световна война, съображенията за обоснованост на реваншистките настроения след Договора от Версай у част от германското общество и схващането, че фашизмът е полезна форма на антикомунизъм. През 30-те години политиката на умиротворяване е популярна сред британската върхушка, включително кралското семейство, големия бизнес от лондонското Сити, Камарата на лордовете и медии като Би Би Си и Таймс.  Въпреки това, към момента на Мюнхенското споразумение – сключено на 30 септември 1938 г. между Германия, Обединеното кралство, Франция и Италия – на нея вече се противопоставят Лейбъристката партия, няколко дисиденти-консерватори (като бъдещия министър-председател Уинстън Чърчил, министърът на войната Дъф Купър и бъдещият министър-председател Антъни Идън).
Тъй като тревогата за възхода на фашизма в Европа нараства, Чембърлейн прибягва до опити за цензура на новините, за да контролира общественото мнение.  След Мюнхен той уверено обявява, че е осигурил „мир за нашето време“. 
Повече от осемдесет години учени, политици и дипломати интензивно обсъждат политиката на отстъпки. Оценките на историците варират от осъждане („Урокът от Мюнхен“ – довел до това, че са позволили на Хитлеристка Германия да стане твърде силна), до преценката, че Германия е била толкова силна, че е можела да спечели война и че отлагането на конфронтацията е било най-доброто.

## Предистория
Политиката на Чембърлейн на умиротворяване произтича от провала на политиката на колективна сигурност на Общество на народите (ОН). Организацията е създадена след Първата световна война с надеждата, че международното сътрудничество и колективната съпротива срещу всяка агресия могат да предотвратят нова война. Членовете на ОН имат право на помощ от страна на другите членове, ако са нападнати. Политиката на колективна сигурност върви успоредно с мерките за постигане на международно разоръжаване и където е възможно трябва да се основава на икономически санкции срещу агресора. Оказва се, че това е неефективно, по-специално когато се сблъсква с агресия от страна на диктатори, като ремилитаризацията на Рейнланд от Германия и нахлуването на Италия под управлението на Бенито Мусолини в Абисиния (днес Етиопия).

### Японска инвазия в Манджурия
През септември 1931 г. Японската империя, член на ОН, нахлува в Манджурия в североизточен Китай, твърдейки, че населението там е не само китайско, но и мултиетническо. Република Китай се обръща към ОН и САЩ за помощ. Съветът на ОН иска от страните да се оттеглят на първоначалните си позиции, за да позволят мирно уреждане. САЩ напомнят за тяхното задължение съгласно Пакта Бриан-Келог-Бриан да уредят проблема по мирен път. Япония не се подчинява и продължава да окупира цяла Манджурия. ОН създава комисия за разследване на инцидента, която осъжда Япония и ОН приема нейния доклад през февруари 1933 г. В отговор Япония напуска ОН и продължава настъплението си в Китай; нито ОН, нито САЩ предприемат действия. Въпреки това САЩ възприемат доктрината Стимсън и отказват да признаят завоеванията на Япония, което изиграва роля в промяната на политиката на САЩ в края на 30-те години на XX век в полза на Китай пред Япония.  Някои историци, като Дейвид Томсън, твърдят, че „бездействието и неефективността на ОН в Далечния изток насърчава всички европейски агресори, които планират подобни актове на неподчинение“. 

### Англо-германско военноморско споразумение
В този договор от 1935 г. Обединеното кралство разрешава на нацистка Германия да започне възстановяването на своя военен флот (Кригсмарине), включително на своите подводници, въпреки че Хитлер вече е нарушил Версайския договор.

### Абисинска криза
Бенито Мусолини има имперски амбиции в Абисиния. Италия вече владее съседните Еритрея и Сомалия. През декември 1934 г. има сблъсък между войските на кралската италианска армия и войските на имперската етиопска армия при Валвал, близо до границата между британския и италианския Сомалиленд, при който италианците превземат спорната територия и падат убити 150 абисинци и 50 италианци. Когато Италия иска извинения и обезщетение от Абисиния, последната обжалва пред ОН, като император Хайле Селасие се обръща лично към събранието на организацията в Женева. ОН убеждава и двете страни да потърсят споразумение съгласно Итало-етиопския договор от 1928 г., но Италия продължава движението на войски и Абисиния отново се обръща към ОН. През октомври 1935 г. Мусолини започва нова атака срещу Абисиния. ОН обявява Италия за агресор и налага санкции, но въглищата и петролът не са включени; смята се, че блокирането им ще предизвика война. Албания, Австрия и Унгария отказват да приложат санкциите; Германия и САЩ отсъстват. Въпреки това италианската икономика понася загуби. ОН обмисля да затвори и Суецкия канал, което би спряло оръжията за Абисиния, но не го прави, като смята, че това би била твърде сурова мярка. 
По-рано, през април 1935 г., Италия се присъединява към Великобритания и Франция в протестите срещу превъоръжаването на Германия. Франция иска да успокои Мусолини, за да го държи далеч от съюз с Германия. Великобритания е по-малко враждебна към Германия, задава темпото в налагането на санкции и мести военноморския си флот в Средиземно море. През ноември 1935 г. британският външен министър, сър Самюъл Хор, и френският министър-председател, Пиер Лавал, провеждат тайни срещи, в които се съгласяват да отстъпят две трети от Абисиния на Италия. Въпреки това в пресата прониква информация и общественото недоволство принуждава Хор и Лавал да подадат оставки. През май 1936 г. въпреки санкциите Италия превзема Адис Абеба, столицата на Абисиния, и провъзгласява Виктор Емануил III за император на Етиопия. През юли ОН се отказва от санкциите. Този епизод сериозно дискредитира органишзацията.

### Ремилитаризация на Рейнланд
Съгласно Версайското споразумение Рейнската област е демилитаризирана зона и Германия приема това споразумение съгласно договорите от Локарно от 1925 г. Хитлер обаче твърди, че това заплашва Германия и на 7 март 1936 г. изпраща Вермахта в Рейнланд. Той разчита Великобритания да не се намеси, но не е сигурен как ще реагира Франция. Много от съветниците му не одобряват инвазията и офицерите имат заповед да се оттеглят, ако срещнат френска съпротива. Франция се консултира с Великобритания и протестира до ОН, но не предприема никакви действия. Премиерът Стенли Болдуин заявява, че Великобритания няма сили да подкрепи Франция и че във всеки случай общественото мнение няма да го позволи. Във Великобритания се приема, че германците просто влизат в „собствения си заден двор“. Хю Далтън, депутат от Лейбъристката партия, който обикновено се застъпва за твърда съпротива срещу Германия, казва, че нито британският народ, нито лейбъристите биха подкрепили военни или икономически санкции.  В Съвета на ОН само Съветският съюз предлага санкции срещу Германия. Хитлер е поканен да преговаря и предлага пакт за ненападение със западните сили. Попитан за подробности, той не отговоря. Окупацията на Рейнланд го убеждава, че международната общност няма да му се съпротивлява и Германия заема силна стратегическа позиция.

### Испанска гражданска война
Много историци твърдят, че британската политика на ненамеса в испанската гражданска война е продукт на антикомунистическата позиция на управляващата върхушка. За разлика от тях Скот Рамзи (2019) твърди, че Великобритания демонстрира „добронамерен неутралитет“, като просто избягва да фаворизира едната или другата страна. Целта е в една европейска война Великобритания да се радва на „доброжелателния неутралитет“ на която и страна да победи в Испания. 

## Провеждане на политиката (1937 – 1939)
През 1937 г. Стенли Болдуин подава оставка и Невил Чембърлейн поема поста министър-председател и провежда политика на умиротворяване и превъоръжаване. Репутацията на Чембърлейн като примирител се основава до голяма степен на преговорите му с Хитлер за Чехословакия през 1938 г.

### Аншлус
Когато Германската империя и Австро-Унгария се разпадат през 1918 г., Австрия остава като малка държава с временно възприетото име Deutschösterreich („Германско-Австрия“), като огромното мнозинство от австрийските германци искат да се присъединят към Германия. Въпреки това споразуменията на победителите от Първата световна война (Версайският договор и Договорът от Сен Жермен) категорично забраняват съюза между Австрия и Германия, както и името „Германо-Австрия“, което след появата на Първата република Австрия през септември 1919 г. става „Австрия“. Конституциите както на Ваймарската република, така и на Първата австрийска република включват целта за обединение, подкрепяна от демократичните партии. Възходът на Хитлер обаче помрачава ентусиазма за подобен план. Хитлер, австриец по произход, от много млада възраст е пангерманист и има пангерманска визия за Велик германски райх още от началото на политическата си кариера. Той каза в Моята борба (1924), че ще се опита да обедини родната си Австрия с Германия с всички възможни средства и със сила, ако е необходимо. До началото на 1938 г. Хитлер е консолидирал властта си в Германия и е готов да приложи този отдавна лелеян план.
Австрийският канцлер Курт Шушниг иска да продължи връзките с Италия, но вместо това се обръща към Чехословакия, Югославия и Румъния (Малката Антанта). Хитлер реагира остро. През януари 1938 г. Австрийската нацистка партия прави опит за държавен преврат, след което някои нацисти са хвърлени в затвора. Хитлер извиква Шушниг в Берхтесгаден през февруари и настоява, под заплаха от военни действия, канцлерът да освободи затворниците и да им позволи да участват в правителството. Шушниг се подчинява и назначава пронацисткия адвокат Артур Зайс-Инкварт за вътрешен министър. За да предотврати намесата на Хитлер и да запази независимостта на Австрия, Шушниг насрочва референдум за 13 март. Хитлер иска плебисцитът да бъде отменен. Германското министерство на пропагандата публикува съобщения в пресата, че в Австрия са избухнали бунтове и че голяма част от австрийското население призовава германските войски да възстановят реда. На 11 март Хитлер изпраща ултиматум на Шушниг, изисквайки той да предаде цялата власт на австрийските нацисти или ще има инвазия. Британският посланик в Берлин Невил Хендерсън регистрира протест пред германското правителство срещу използването на принуда срещу Австрия. Шушниг, осъзнавайки, че нито Франция, нито Обединеното кралство ще го подкрепят, подаде оставка в полза на Зайс-Инкварт, който след това призовава германските войски „да възстановят реда“. На 12 март германският Вермахт пресича австрийската граница. Войските не срещат съпротива и са посрещнати от аплодиращи австрийци. Това нахлуване е първото голямо изпитание за Вермахта. Австрия става германска провинция Остмарк, с губернатор Зайс-Инкварт. На 10 април се провежда референдум, в който 99,73% от гласувалите официално подкрепят аншлуса. 
Въпреки че съюзниците победители в Първата световна война забраняват обединението на Австрия и Германия, реакцията им рещу аншлуса е мека.  Дори най-силните гласове против анексирането, особено тези на фашистка Италия, Франция и Великобритания (т.нар. „Фронт от Стреза“) не са подкрепени със сила. В Камарата на общините Чембърлейн казва, че "тежкият факт е, че нищо не би могло да спре това, което всъщност се е случило [в Австрия], освен ако Англия и други страни не бяха готови да използват сила."  Американската реакция е подобна. Международната реакция на събитията от 12 март 1938 г. кара Хитлер да заключи, че може да използва още по-агресивни тактики в своя план за разширяване на Третия райх. Аншлусът проправя пътя към споразумението в Мюнхен от септември 1938 г., защото показва вероятната липса на отговор на бъдеща германска агресия от страна на Великобритания и Франция.

### Мюнхенско споразумение
Чехословакия е създадена съгласно Версайския договор, като територията на чешката част повече или по-малко съответства на земите на Чешката корона както са съществували преди в рамките на Австро-Унгария. Тя включва Бохемия, Моравия и Словакия и има гранични райони с мнозинство немско население, известни като Судетите, и райони със значителен брой други етнически малцинства (по-специално унгарци, поляци и русини). През април 1938 г. Судетската германска партия, водена от Конрад Хенлайн, агитира за автономия и след това заплашва с „директни действия за вкарване на судетските немци в границите на Райха“.  Следва „Судетската криза“.
Франция и Великобритания съветват Чехия да приеме судетската автономия. Чешкото правителство отказва и нарежда частична мобилизация в очакване на германска агресия. Лорд Рънсиман е изпратен от Чембърлейн да посредничи в Прага и да убеди чешкото правителство да предостави автономия. Германия ескалира спора, германската преса разпространява истории за предполагаеми чешки зверства срещу судетските немци и Хитлер разполага 750 000 войници на германско-чешката граница. През август Хенлайн прекъсва преговорите с чешките власти. На митинг на нацистката партия в Нюрнберг на 12 септември Хитлер произнася реч, в която отправя нападки срещу Чехословакия . Наблюдава се увеличаване на насилието от страна на судетските нацисти срещу чехи и евреи.
Изправен пред перспективата за германско нахлуване, на 15 септември Чембърлейн заминава за Берхтесгаден, за да преговаря директно с Хитлер. Сега Хитлер изисква Чембърлейн да приеме не само судетското самоуправление в рамките на Чехословакия, но и приобщаването на судетските земи към Германия. Чембърлейн се убеждава, че отказът ще доведе до война. Географията на Европа е такава, че Великобритания и Франция могат да предотвратят германската окупация на Судетската област само насилствено, чрез нахлуване в Германия.  Чембърлейн се завръща във Великобритания и се съгласява с исканията на Хитлер. Великобритания и Франция казват на чешкия президент Едвард Бенеш да предаде на Германия цялата територия с немско мнозинство. Хитлер засилва своята агресия срещу Чехословакия и нарежда създаването на паравоенна организация на Судетска Германия, която продължава да извършва терористични атаки срещу чешки обекти.

#### Германска анексия на Судетската област
На 22 септември Чембърлейн отлита за Бад Годесберг за втора среща с Хитлер. Той е готов да приеме отстъпването на Судетската област на Германия, но е изненадан от отговора на Хитлер, който казва, че отстъпването на Судетската област не е достатъчно и че Чехословакия (която той описва като „измамна държава“) трябва да бъде напълно разбита. По-късно през деня Хитлер си променя мнението, като казва, че е готов да приеме отстъпването на Судетската област до 1 октомври. На 24 септември Германия издава „Годесбергския меморандум“, изискващ отстъпване до 28 септември или война. Чехите отхвърлят тези искания, Франция обявява мобилизация, а Великобритания мобилизира своя флот.
На 26 септември Хитлер изнася реч в Берлинер Шпортпаласт в Берлин, в която заявява, че Судетите са „последното териториално искане, което трябва да направя в Европа“  и дава на Чехословакия краен срок до 28 септември в 14:00 часа да отстъпи територията на Германия или ще започне война. 
В тази атмосфера на нарастващ конфликт Мусолини убеждава Хитлер да постави спора на разглеждане на конференция на четирите сили и на 29 септември 1938 г. Хитлер, Чембърлейн, Едуар Даладие и Мусолини се срещат в Мюнхен. Чехословакия не е поканена, нито Съветският съюз. Четирите сили се съгласяват Германия да завърши окупацията на Судетската област, но че международна комисия ще разгледа други спорни зони. На Чехословакия е казано, че ако не се подчини, ще остане сама. По искане на Чембърлейн Хитлер с готовност подписва мирен договор между Обединеното кралство и Германия. Чембърлейн се завръща във Великобритания, обещавайки „мир за нашето време“. Преди Мюнхен президентът Франклин Д. Рузвелт изпраща одобрителна телеграма до Чембърлейн, а след това каза на американския посланик в Рим Уилям Филипс: „Не съм малко ни най-малко разстроен от крайния резултат.“ 

#### Германско анексиране на Бохемия и Моравия
В резултат на анексирането на Судетската област Чехословакия губи 800 000 граждани и голяма част от индустрията и планинските си защити на запад. Това остави останалата част от Чехословакия слаба и безсилна да устои на последвалата окупация. През следващите месеци страната е победена и престава да съществува, тъй като Германия анексира Судетската област, Унгария – част от Словакия (вж. Първи виенски арбитраж), включително Карпатска Рутения, а Полша – Заолже. На 15 март 1939 г. германският Вермахт навлиза в останалата част от Чехословакия и от Пражкия замък Хитлер провъзгласява Бохемия и Моравия за протекторат, завършвайки германската окупация на Чехословакия. Създадена е независима Словакия с пронацистко марионетно правителство.
През март 1939 г. Чембърлейн предвижда възможна конференция за разоръжаване между него, Едуар Даладие, Хитлер, Мусолини и Йосиф Сталин; неговият вътрешен министър Самуел Хор, казва: „Тези петима мъже, работещи заедно в Европа и благословени в усилията си от президента на Съединените американски щати, могат да станат вечни благодетели на човешката раса.“ 
На практика британците и французите чрез преговорите в Мюнхен, са притиснали своя съюзник Чехословакия да отстъпи част от територията си на враждебен съсед, за да запазят мира. Уинстън Чърчил оприличава преговорите в с Хитлер с това, че човек иска £1, след това, когато му дадат, иска £2, а когато му бъде отказано, се задоволява с £1,17s.6d.  Британските лидери се ангажират с Мюнхенския пакт, въпреки че осъзнават уязвимостта на Хитлер по това време. През август 1938 г. генерал Лудвиг Бек предава съобщение на лорд Халифакс че по-голямата част от германския генерален щаб подготвя преврат срещу фюрера (т.нар. „септемврийска конспирация“), но ще атакуват само ако имат „доказателство, че Англия ще се бие, ако Чехословакия бъде нападната“. Когато Чембърлейн получава новината, той я пренебрегва. През септември британците получават уверение, че предложението за преврат все още е валидно, с ключова подкрепа на частния сектор, полицията и армията, въпреки че Бек е подал оставка.  В крайна сметка Чембърлейн отстъпва на всички искания на Хитлер в Мюнхен, защото вярва, че Великобритания и нацистка Германия са „двата стълба на европейския мир и опори срещу комунизма“.  
Чехословакия има модерна, добре подготвена армия и когато влиза в Прага Хитлер признава, че една война би струвала на Германия много кръв , но решението на Франция и Великобритания да не защитят Чехословакия в случай на война (и изключването на Съветския съюз от уравнението) означава, че резултатът би бил несигурен.  Това събитие представлява основната част от това, което става известно като Мюнхенско предателство (на чешки: Mnichovská zrada) в Чехословакия и останалата част от Източна Европа,  тъй като чешкото мнение е, че Великобритания и Франция са ги притиснали да отстъпят територия, за да предотвратят голяма война, която ще включва Запада. Западното мнение е, че те са били притиснати, за да спасят Чехословакия от пълно унищожение.

### Германско анексиране на Клайпеда
До литовското правителство достигат слухове, че Германия има конкретни планове да превземе Клайпеда. На 12 март външният министър Урбшис присъства на коронацията на папа Пий XII в Рим. На връщане в Литва той спира в Берлин с надеждата да изясни ситуацията.  На 20 март, само пет дни след нацистката окупация на Чехословакия, Рибентроп се съгласява да се срещне с Урбшис, но не и с другия литовски дипломат Казис Шкирпа, който е помолен да изчака в друга стая. Разговорът продължава около 40 минути, като Рибентроп иска Клайпеда да бъде върната на Германия и заплашва с военни действия. Устният ултиматум е предаден на литовското правителство. Тъй като никога не е бил формулиран в писмена форма и не е включвал официален краен срок, някои историци омаловажават важността му, описвайки го като „набор от искания“, а не като ултиматум.  Въпреки това е ясно, че ако Литва се съпротивлява, ще бъде използвана сила и че всякакви сблъсъци или германски жертви неизбежно ще провокират отговор от германската армия. Освен това Литва е предупредена да не търси помощ от други страни. Въпреки че не е даден ясен краен срок, страната трябва да вземе бързо решение. 
Литва тайно информира за тези искания страните, подписалите Клайпедската конвенция (1924), тъй като технически Литва не може да прехвърли Клайпеда без тяхно одобрение.  Италия и Япония подкрепят Германия, докато Англия и Франция изразяват симпатии към Литва, но се въздържат да предложат материална помощ. Те следват своята добре разгласена политика за умиротворяване на Хитлер. Англия реагира по същия начин, както при Судетската криза и не възнамерява да помогне на Литва или другите прибалтийски държави, ако бъдат нападнати от Германия.  Съветският съюз, макар да подкрепя Литва по принцип, не желае да прекъсва отношенията си с Германия в този момент, тъй като обмисля пакт с нацистите.  Без никаква материална международна подкрепа Литва няма друг избор, освен да приеме ултиматума. Литовската дипломация характеризира отстъпката като „необходимо зло“, което ще позволи на Литва да запази своята независимост и храни надежда, че това е временно отстъпление. 

### Избухването на Втората световна война и Странната война
Към август 1939 г. Хитлер вече е убеден, че демократичните нации никога няма да му окажат ефективна опозиция. Той изразява презрението си към тях в реч, която произнася пред своите главнокомандващи: „Нашите врагове имат лидери, които са под средното ниво. Без личности. Няма господари, няма хора на действието… Нашите врагове са дребни. Видях ги в Мюнхен.“ 
На 1 септември 1939 г. германските войски нахлуват в Полша; Великобритания и Франция встъпват във войната срещу Германия, но първоначално избягват сериозно военно участие – този период става известен като Странна война. След германското нахлуване в Норвегия общественото мнение се насочва срещу Чембърлейн и как той води войната. След дебата за Норвегия в британската Камара на общините той подава оставка и на 10 май 1940 г. министър-председател става Уинстън Чърчил. През юли, след падането на Франция, когато Великобритания остава почти сама срещу Германия, Хитлер предлага мир. Някои политици в правителството и извън него са склонни да обмислят предложението, но Чърчил го отхвърля.  Чембърлейн умира на 9 ноември същата година. Чърчил му отдава почит: „Каквото и друго да казва или не историята за тези ужасни, огромни години, можем да сме сигурни, че Невил Чембърлейн е действал с пълна искреност според своите разбирания и се е стремял до предела на възможностите и властта си, които бяха значителни, да спаси света от ужасната, опустошителна борба, в която сме въвлечени сега." 